# Jan Gonda
Jan Gonda (Gouda, 14 april 1905 — Utrecht, 28 juli 1991) was een Nederlands taal- en letterkundige, gespecialiseerd in Zuid-Aziatische en Indonesische onderwerpen.

## Studie
Jan Gonda begon zijn studie Latijn en Grieks in 1923 aan de Universiteit van Utrecht. Het was een periode waarin de vergelijkende taalwetenschap bloeide, en het lag voor de hand dat hij daarnaast het Sanskriet bestudeerde (bij Willem Caland). Voorts volgde hij colleges Arabisch bij Th.W. Juynboll. In 1929 promoveerde hij bij C.W. Vollgraff op een semantisch Indo-Europees onderwerp: de Indo-Germaansche wortel 'Deik-'.
Inmiddels was in 1925 in Utrecht met steun van het bedrijfsleven een Indologische Faculteit opgericht. Zij was bedoeld als tegenwicht tegen de Leidse Universiteit, die geacht werd te veel sympathie te koesteren voor het nationalisme dat in het toenmalige Nederlands-Indië in opkomst was.
De faculteit zag in Gonda een geschikte kandidaat voor de leerstoel Indonesische talen, maar dan moest hij die wel eerst bestuderen. Dus liep Gonda van 1929 tot 1931 college in het Maleis, Javaans, Soendaas  en in de oudheidkunde. De aangewezen plaats om deze studie te volgen was nu juist Leiden.

## Hoogleraarschap
Vanaf 1932 bezette Jan Gonda twee leerstoelen in Utrecht.

### Sanskriet
Hij werd buitengewoon hoogleraar in het Sanskriet, Avestisch, Oud-Perzisch en de Indo-Europese taalkunde. Deze leerstoel werd in 1941 omgezet in een gewoon hoogleraarschap.
Zijn studenten waren naast aankomende sanskritisten ook studenten Latijn en Grieks, en Gonda verzorgde eigenhandig de colleges van begin- tot uitstroomniveau.

### Maleis en Javaans
Als gewoon hoogleraar was hij verbonden aan de Indologische Faculteit, met de leeropdrachten Maleis en Javaans. Hier werd hij terzijde gestaan door docenten voor het Indonesisch, het Javaans en het Soendaas. Zelf gaf hij college in de klassieke teksten, vergelijkende Indonesische taalwetenschap, en Javaanse en Maleise literatuur.
Zijn studenten waren hier aankomende ambtenaren voor Nederlands-Indië, juristen, maar ook wel missionarissen die op (studie-)verlof uit Indië waren. Toen in de Tweede Wereldoorlog de Leidse Universiteit door de bezetter werd gesloten, verhuisden enkele taalambtenaren in opleiding vandaar naar Utrecht.
Prof. Gonda werd, met Berg en Fischer, beschouwd als een van de meest gezaghebbende wetenschappers van de Indologische Faculteit.
De leerstoel Maleis en Javaans bekleedde hij totdat de faculteit in 1950 werd opgeheven: Indonesië was onafhankelijk geworden, en voor een "oliefaculteit", zoals zij wel afkeurend is genoemd, was geen bestaansrecht meer.

### Promovendi
Onder zijn begeleiding werden meer dan 60 proefschriften voltooid. 

## Wetenschappelijk werk

### Opvattingen
In een aantal opzichten roeide Gonda met zijn opvattingen tegen de stroom in. Zijn didactiek was erop gericht de bronnen in hun historische volgorde te behandelen. In een tijd waarin, mede onder invloed van het Structuralisme, steeds meer "synchronisch" werd gewerkt, bleef hij daarnaast voor de "diachronische", meer historisch gerichte methode een prominente plaats inruimen.
Hij is wel bekritiseerd om zijn aanduiding "primitief" voor bepaalde stadia van ontwikkeling. Die term gebruikte hij echter niet in negatieve zin, maar in de betekenis van "pre-rationeel". Ook zijn soms subjectieve benadering heeft aandacht getrokken. De oude Indiërs, meende Gonda, "hebben ons iets te zeggen": was op het subcontinent immers niet, ondanks de wetenschappelijk bloei, een cultuurscheiding achterwege gebleven zoals die in het Westen de twintigste-eeuwse cultuurhistorici tot wanhoop bracht?
Tegelijkertijd ging hij speculatie bij voorkeur uit de weg. En anders dan een gerenommeerd structuralist als Uhlenbeck of een groot theoreticus als Berg, was Gonda minder geïnteresseerd in algemene theorieën dan in het verzamelen van gedetailleerde gegevens: theorieën zouden in zijn optiek immers altijd moeten wijken voor historische feiten, zelfs als die feiten niet meer te achterhalen waren.

### Aandachtsgebieden
Bij dat verzamelen legde hij zichzelf geen strikte beperkingen op. Zijn gebied, dat uiteraard de taal- en letterkunde bestreek, vatte hij zo ruim mogelijk op. In zijn magnum opus Sanskrit in Indonesia verklaart hij expliciet dat dat gebied de gehele beschaving omvat.
Zijn stroom van publicaties, begonnen met twee artikelen in BKI (Bijdragen tot de Taal-, Land- en Volkenkunde) in 1930 en 1931, raakt dan ook aan vele onderwerpen.
In zijn inaugurele rede (Austrisch en Arisch, 5 mei 1932) bracht hij de vernieuwende opvatting naar voren dat het Indonesisch niet alleen bij het Sanskriet te leen was gegaan. Het was ook omgekeerd, er was sprake van tweerichtingsverkeer: Indonesische invloeden hadden het subcontinent bereikt, en hadden zich ook reeds in prekoloniale tijden via India en Arabië doen gelden tot in Europa. Deze gedachtegang zette hij veel later voort in zijn Sanskrit in India.
In 1933 verscheen zijn tekstkritische editie van de Oud-Javaanse Brahmāndapurāna. Anders dan vele tijdgenoten nam hij geen genoegen met een uitgave gebaseerd op één enkele versie van de tekst. Naar zijn (tegenwoordig algemeen aanvaarde) opvatting moesten er juist zo veel mogelijk manuscripten worden vergeleken, en de beste versie diende te worden gevonden. Gonda besprak ook de Voor-Indische achtergrond van deze Oud-Javaanse tekst, die op zichzelf staat en geen vertaling is uit het Sanskriet.
Twee vergelijkbare tekstedities volgden spoedig: die van de Agastyaparwa in 1933 en 1936, en die van de Bhismaparwa in 1936-37.
Voor zijn studenten Sanskriet schreef hij een Kurze Elementar-Grammatik. Daarnaast verscheen door de jaren heen een groot aantal taalkundige artikelen op velerlei deelgebieden: hij richtte zijn aandacht op de geschiedenis van de Indonesische taalwetenschap, publiceerde lexicale studies, artikelen over klankleer, morfologie, syntaxis en (vooral na de Tweede Wereldoorlog) over algemene taalwetenschap.
Gonda's publicaties op letterkundig gebied zijn minder talrijk, en zijn vaak voor een groter publiek geschreven. Bekend is de bloemlezing Letterkunde van de Indische Archipel (1947), vertaalde stukken die onder zijn redactie werden bijeengebracht en die hij van een uitgebreid, becommentariërend voorwoord voorzag.
Na de sluiting van de Indologische Faculteit in 1950, gaf hij nog vele publicaties over Indonesië in het licht. Een prominent aandachtsgebied werd daarbij de vermenging van godsdienstvormen (bijvoorbeeld Shivaïsme en Boeddhisme) in de archipel, alsook de vraag of dit verschijnsel specifiek Indonesisch was. Zoals op meerdere terreinen, was Gonda er ook hier huiverig voor, een bepaald fenomeen al te lichtzinnig als specifiek-Indonesisch te beschouwen.

## Publicaties
Greep uit de publicaties van Jan Gonda:
- 1929 - ΔΕΙΚΝΥΜΙ (dissertatie, Utrecht).
- 1932 - Austrisch en Arisch (inaugurele rede, Utrecht).
- 1933 - Brahmandapurana (Bibliotheca Javanica 5. Batavia, Koninklijk Bataviaasch Genootschap): tekstkritische uitgave en vertaling.
- 1933—1936 - Agastyaparwa (in BKI 90 en BKI 94. Leiden, KITLV): tekstkritische uitgave en vertaling.
- 1936—1937 - Bhismaparwa (Bibliotheca Javanica 7 en 7a. Batavia, Koninklijk Bataviaasch Genootschap): tekstkritische uitgave en vertaling.
- 1947 - (red.) Letterkunde van de Indische Archipel (Amsterdam/Brussel, Elsevier).
- 1949 - "Opmerkingen over Oud-Javaanse zinsleer"
- 1949 - "Campaka—" (Franstalig)
- 1949 - "Een type van syntactische spraakzaamheid"
- 1952 - Sanskrit in Indonesia (Nagpur, International Academy of Indian Culture)
- 1958 - Het begrip dharma in het Indische denken, Tijdschrift voor Philosophie 20.213-68
- 1969 - Eye and Gaze in the Veda
- 1974 - The Dual Deities in the Religion of the Veda
- 1978 - Hymns of the Rgveda not Employed in the Solemn Ritual
- 1978 - "De Indische zondvloed-mythe"
- 1980 - The Mantras of the Agnyupasthána and the Sautrámani
- 1982 - The Haviryajnah Somah. The Interrelations of the Vedic Solemn Sacrifices Sankhayana Srautasutra 14, 1-13. Translation and Notes
- 1983 - "Soma's Metamorphoses. The Identifications in the Oblatory Rites of Satapatha-Brahmana 12, 6, 1"
- 1984 - Prajapati and the Year
- 1986 - The Ritual Functions and Significance of Grasses in the Religion of the Veda

## Trivia
Vakgenoten die Professor Gonda niet persoonlijk kenden, maar alleen uit zijn werk, hebben zijn naam weleens onjuist opgevat. In de veronderstelling dat die Javaans was, verjavaansten zij hem, en refereerden aan "Professor Gondå" of "Professor Gondo".

## GIS
Onder het hoofdredacteurschap van Prof. dr H.W. Bodewitz wordt vanuit Leiden een reeks boeken uitgegeven op het gebied van de cultuurgeschiedenis van India. De naam van deze reeks is Gonda Indological Studies (GIS).